# 11-Décylheneicosane
Le 11-décylheneicosane est un hydrocarbure de la famille des alcanes de formule brute C31H64. Il est l'un des isomères du hentriacontane.